# Pegagan Lor
Pegagan Lor is een bestuurslaag in het regentschap Cirebon van de provincie West-Java, Indonesië. Pegagan Lor telt 7344 inwoners (volkstelling 2010).